# العلاقات البوتسوانية الفانواتية
العلاقات البوتسوانية الفانواتية هي العلاقات الثنائية التي تجمع بين بوتسوانا وفانواتو.

## مقارنة بين البلدين
هذه مقارنة عامة ومرجعية للدولتين:
| وجه المقارنة                                              | بوتسوانا                       | فانواتو                                  |
| --------------------------------------------------------- | ------------------------------ | ---------------------------------------- |
| المساحة (كم2)                                             | 581.74 ألف                     | 12.19 ألف                                |
| عدد السكان (نسمة)                                         | 2.29 مليون                     | 276.24 ألف                               |
| الكثافة السكانية (ن./كم²)                                 | 3.94                           | 22.66                                    |
| العاصمة                                                   | غابورون                        | بورت فيلا                                |
| اللغة الرسمية                                             | لغة إنجليزية                   | اللغة البسلاما، لغة فرنسية، لغة إنجليزية |
| العملة                                                    | بولا بوتسواني                  | فاتو فانواتي                             |
| الناتج المحلي الإجمالي (بليون دولار)                      | 17.41 مليار                    | 862.88 مليون                             |
| الناتج المحلي الإجمالي (تعادل القوة الشرائية) بليون دولار | 35.84 مليار                    | 790.76 مليون                             |
| الناتج المحلي الإجمالي الاسمي للفرد دولار أمريكي          | 6.36 ألف                       | 2.81 ألف                                 |
| الناتج المحلي الإجمالي للفرد دولار أمريكي                 | 16.10 ألف                      | 3.03 ألف                                 |
| مؤشر التنمية البشرية                                      | 0.698                          | 0.594                                    |
| رمز المكالمات الدولي                                      | +267                           | +678                                     |
| رمز الإنترنت                                              | .bw                            | .vu                                      |
| المنطقة الزمنية                                           | ت ع م+02:00، توقيت وسط إفريقيا | ت ع م+11:00                              |

## منظمات دولية مشتركة
يشترك البلدان في عضوية مجموعة من المنظمات الدولية، منها:
| علم المنظمة | اسم المنظمة                                 | تاريخ انضمام بوتسوانا | تاريخ انضمام فانواتو |
| ----------- | ------------------------------------------- | --------------------- | -------------------- |
|             | يونسكو                                      | 16 يناير 1980         | 10 فبراير 1994       |
|             | مؤسسة التمويل الدولية                       | 23 مارس 1979          | 28 سبتمبر 1981       |
|             | منظمة حظر الأسلحة الكيميائية                | ?                     | ?                    |
|             | مؤسسة التنمية الدولية                       | 24 يوليو 1968         | 28 سبتمبر 1981       |
|             | منظمة التجارة العالمية                      | ?                     | ?                    |
|             | وكالة ضمان الاستثمار متعدد الأطراف          | 15 مايو 1990          | 27 يوليو 1988        |
|             | الاتحاد البريدي العالمي                     | ?                     | ?                    |
|             | الاتحاد الدولي للاتصالات                    | 2 أبريل 1968          | 30 مارس 1988         |
|             | الأمم المتحدة                               | 17 أكتوبر 1966        | 15 سبتمبر 1981       |
|             | البنك الدولي للإنشاء والتعمير               | 24 يوليو 1968         | 28 سبتمبر 1981       |
|             | مجموعة دول أفريقيا والكاريبي والمحيط الهادئ | ?                     | ?                    |
|             | دول الكومنولث                               | ?                     | ?                    |

## وصلات خارجية
- موقع وزارة الخارجية البوتسوانية